# Ehretia
- Commons
- Wikispecies

Ehretia é um gênero de plantas pertencente à família Boraginaceae.